# ケーゲル体操
ケーゲル体操あるい骨盤底運動は、骨盤底の一部を形成する筋肉を繰り返し収縮および弛緩させることを含む運動である。運動は1日に何度も、一度に数分間行うことができるが、効果が現れるまでに1〜3か月かかる 。
ケーゲル体操は、骨盤底筋を強化することを目的としている 。これらの筋肉は人体の中で多くの機能を持っている。女性では、膀胱を持ち上げ、尿ストレス失禁（特に出産後）、膣および子宮脱を予防する機能がある  。男性では、尿失禁、便失禁、射精に関係する  。これらの運動を支援するためのツールがいくつか存在しますが、さまざまな研究で、さまざまなツールと従来の演習の相対的な有効性が議論されている 。
1948年に、アメリカの産婦人科医アーノルド・ケーゲルが、この運動の説明を最初に発表した。